# Dulichiopsis macera
Dulichiopsis macera är en kräftdjursart som först beskrevs av Georg Ossian Sars 1879.  Dulichiopsis macera ingår i släktet Dulichiopsis och familjen Podoceridae. Inga underarter finns listade i Catalogue of Life.